# Amé de Léon
Pour les articles homonymes, voir Amé.
Amé de Léon est la fille et héritière d'Hervé IV de Léon qui fut le dernier membre de la branche aînée de la famille de Léon à être vicomte de Léon. Avec elle s'éteint le lignage  des vicomtes de Léon.

## Biographie
Amé de Léon, « fille jadis Hervé visconte de Léon », est l'épouse de  Prigent de Coëtmen, vicomte de Tonquédec. Le couple ratifie définitivement par acte du 7 juin 1298 l'acquêt du comté de Léon par le duc Jean Ier de Bretagne .  
Amé meurt sans avoir eu d'enfants; son héritier est Rolland de Dinan, un de ses petits-cousins, fils de Geoffroy de Dinan et petit-fils d'un homonyme Rolland de Dinan, marié avec une autre Amé de Léon qui avait avec son époux ratifié en octobre 1276 la vente du comté de Léon au duc de Bretagne et qui était la sœur de Hervé IV de Léon .
Le lignage des vicomtes de Léon disparaît donc à la fin du XIIIe siècle, le duc de Bretagne Jean II cède un temps la vicomté à son fils puîné Pierre de Bretagne qui en raison de ses dettes, la revend à son frère aîné Arthur II de Bretagne en février 1294. En revanche, la seigneurie de Léon, issue de la branche cadette, passe aux mains de la famille de Rohan en 1363, dont les descendants s'attribuent le titre de "Prince de Léon" à partir de 1530.